# Glossobalanus marginatus
Glossobalanus marginatus — вид напівхордових родини Ptychoderidae класу Кишководишні (Enteropneusta).

## Поширення
Вид зустрічається у Північному та Балтійському морях біля берегів  Швеції. Рідше трапляється на узбережжі  Англії та  Ірландії.

## Опис
Дорослі близько 70 мм завдовжки і є дуже барвистого забарвлення. Вони мають плями на вентральній стороні та різнобарвні гонади, хоботок і комірець.